# Pethe Márton
Hetesi Pethe Márton (Abaúj vármegye, Kassa, 1552 – Bécs, 1605. október 3.) érsek.

## Életrajza
Hetesi Pethe Márton 1552-ben született az akkor Abaúj vármegyéhez tartozó Kassán. Apja Pethe Imre, királyi helytartósági ítélőmester volt. Testvérei: László, a magyar királyi kamara elnöke, tornai főispán, Imre, Radeczy István királyi helytartó főjegyzője volt.
Iskoláit Kassán és Krakkóban végezte.

## Egyházi pályája

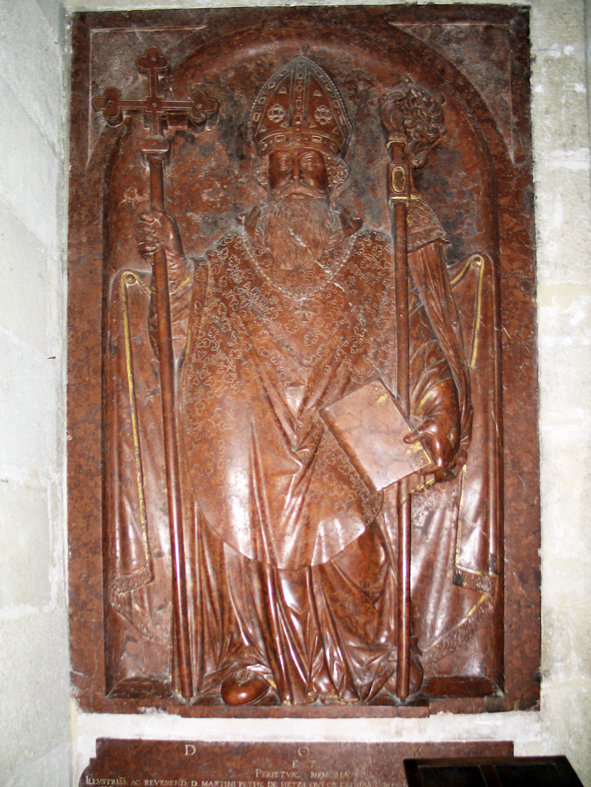
Sírtáblája a pozsonyi Szent Márton-dómban

1582. február 21-én, mint pozsonyi kanonok elnyerte a szerémi címzetes püspökséget, két hónappal később pedig már váci püspök és pilisi apát. 1586. március 27-én Rudolf király, Radeczy István halála után a megüresedett esztergomi Szent István prépostságot és kanonokságot adományozta számára, azzal a kikötéssel, hogy a pilisi apátságot engedje át Joó Balázsnak, aki a király tanácsosa és titkára, Joó János testvére volt.
1587. augusztus 13-án váradi püspökké, s egyúttal szepesi és jászói préposttá nevezték ki.
1588-ban Szepeshelyre költözött, ahol a plébániáról elűzve az evangélikus papokat, helyreállíttatta a prépost házat, a káptalan templomot, 1590-ben pedig visszaszerezte a látókői (Lapis Refugii) uradalmat és a jászói birtok egy részét. 1591-ben a jászói prépostság épületeit kölcsönökből ágyúkkal látta el, Alsómecenzéfen pedig malmot, vashámort és hutát alapított. 1592-ben a 13 szepesi városban canonica visitatiót tartott.
1598 és 1600 között királyi kancellár, 1598-tól győri megyés püspök, 1599-től pedig kalocsai érsek és a győri prépostság adminisztrátora. 1601-ben a királyi helytartó helyettese lett, 1602-től helytartó és az esztergomi egyházmegye kormányzója.
A Bocskai-szabadságharc idején (1604-1606) Somorjára, Németújvárra, majd Bécsbe menekült. Mint győri prépost erélyesen föllépett a protestantizmus ellen.
Bécsben, 1605. október 3-án halt meg, Pozsonyban nyugszik.